# Bonjour (software)
Bonjour, voorheen Rendezvous, is de handelsnaam van de software voor het implementeren van het netwerkprotocol Zeroconf in Mac OS X. Bonjour stelt gebruikers in staat om op een lokaal netwerk apparaten zoals, andere computers, printers etc., te ontdekken zonder configuratie. Het wordt bijvoorbeeld gebruikt door iTunes om gedeelde muziek te vinden op andere computers in een local area network.
Er is ook een versie van Bonjour voor Microsoft Windows. Deze wordt onder andere meegeleverd bij iTunes en Adobe Photoshop voor Windows.